# Andrena aeneiventris
Andrena aeneiventris är en biart som beskrevs av Morawitz 1872. Andrena aeneiventris ingår i släktet sandbin, och familjen grävbin. Inga underarter finns listade i Catalogue of Life.